# Jake Stein
Jake Stein (né le 17 janvier 1994 à Penrith) est un athlète australien spécialiste des épreuves combinées.

## Biographie
Après des débuts prometteurs en 2012, il représente l'Australie lors des Jeux du Commonwealth de 2014. Il choisit le football australien en 2017 avec le Greater Western Sydney Giants.

### Palmarès
| Date | Compétition                    | Lieu              | Résultat | Épreuve          | Performance |
| ---- | ------------------------------ | ----------------- | -------- | ---------------- | ----------- |
| 2011 | Championnats du monde jeunesse | Villeneuve-d'Ascq | 1er      | Octathlon        | 6 491 pts   |
| 2012 | Championnats du monde juniors  | Barcelone         | 2e       | Décathlon junior | 7 955 pts   |

### Records
| Épreuve          | Performance  | Lieu      | Date            |
| ---------------- | ------------ | --------- | --------------- |
| Décathlon junior | 7 955 points | Barcelone | 11 juillet 2012 |